# Acisanthera uniflora
Acisanthera uniflora är en tvåhjärtbladig växtart som först beskrevs av Vahl, och fick sitt nu gällande namn av Henry Allan Gleason. Acisanthera uniflora ingår i släktet Acisanthera och familjen Melastomataceae. Inga underarter finns listade i Catalogue of Life.